# Snopa
La Snopa (in russo  Снопа?) è un fiume della Russia europea che sfocia nella baia della Čëša (mare di Barents). Scorre nel Zapoljarnyj rajon del Circondario Autonomo dei Nenec).
Il fiume ha origine dai laghi Verchnie Snopskie e scorre principalmente verso nord-nord-ovest lungo la bassa tundra Kaninskaja. Attraversa a metà corso il circolo polare artico. La foce si trova sulla costa meridionale della baia della Čëša, 15 km a est della foce dell'Oma e 30 km a ovest della foce della Pëša. La lunghezza del fiume è di 166 km, l'area del bacino è di 1 280 km².
Nei tratti superiore e medio il canale del fiume è tortuoso. Il suo maggior affluente è il fiume Vasil'eva (lungo 53 km). Nel corso inferiore, sulla riva destra, si trova il villaggio di Snopa (l'unico insediamento lungo il suo corso). Nel bacino del fiume ci sono molti piccoli laghi e alcuni relativamente grandi come il Loparskoe e il Suchoe. 